# بلاش چهارم

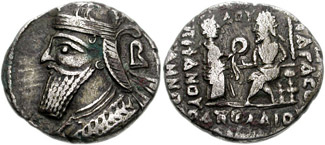
سکه بلاش چهارم

بَلاش چهارم (پارتی: 𐭅𐭋𐭂𐭔 وَلَگَش) (اشک بیست و هفتم) بیست و هفتمین شاه ایران از خاندان اشکانی است که از سال ۱۴۷ تا ۱۹۱ میلادی سلطنت کرد. بلاش چهارم فرزند مهرداد پنجم (حک. ۱۲۹–۱۴۰) بود. بلاش اوایل سلطنت خود را صرف تثبیت کنترل اشکانیان بر پادشاهی میشان کرد. از سال‌های ۱۶۱ تا ۱۶۶، او علیه روم اعلام جنگ کرد. اگرچه در ابتدا موفقیت با او بود و سوریه و ارمنستان را فتح کرد. اما سرانجام از رومیان شکست خورد و به عقب رانده شد و برای مدت کوتاهی کنترل پایتخت اشکانیان، سلوکیه و تیسفون را از دست داد و این دو شهر به دست رومیان افتاد. به دلیل شیوع طاعون در سال ۱۶۶ در سلوکیه، رومیان متحمل خسارت‌های سنگینی شده و مجبور به عقب‌نشینی شدند. جنگ بلافاصله پس از آن به پایان رسید، بلاش بیشتر شمال بین‌النهرین را از دست داد و این بخش‌ها به خاک روم الحاق شد. بلاش در سال ۱۹۱ درگذشت و پسرش بلاش پنجم جانشین او شد.
ساسان، نیای اردشیر بابکان بنیان‌گذار دودمان ساسانی، احتمالاً در زمان بلاش چهارم فرمانروای استان پارس بوده‌است.

## نام
نام بلاش در زبان پارتی وَلَگَش (𐭅𐭋𐭂𐭔) است که در زبان پهلوی به وَرداخش (یا وَلاخش) تغییر یافت و در زبان فارسی نو تبدیل به بلاش شد. ریشه این نام نامشخص است. اما طبق باور فردیناند یوستی، ایران‌شناس مشهور آلمانی، نام پارتی وَلَگَش ترکیبی از دو واژه «قدرت» (وارَدا) و «خوش چهره» (گَش یا گِش) است. 
شکل یونانی - لاتینی این نام ولوگاسس (Vologases) است.

## سالشمار
- ۱۳۳ تاجگذاری بلاش چهارم. اتحاد دوباره دو پادشاهی شرق و غرب اشکانی. از دوره سلطنت بلاش سوم و خسرو اشکانی، به ترتیب پادشاهان اشکانی شرقی و اشکانی غربی، قلمرو اشکانیان دو پاره شده بود.[۳]
- ۱۵۲ لشکرکشی به میسان و برکناری مهرداد، پادشاه میسان و غنیمت گرفتن تندیس هرکول
- ۱۶۱ اعلام جنگ علیه روم، فتح ارمنستان و سوریه
- ۱۶۳ شکست از روم و از دست دادن ارمنستان
- ۱۶۴ پس گرفتن سوریه توسط روم، فتح دورا اروپوس توسط رومیان
- ۱۶۵ بازپس‌گیری ادسا از سوی رومیان
- ۱۶۶ فتح و غارت تیسپون و سلوکیه توسط رومیان، عقب‌نشینی رومیان در همین سال به دلیل شیوع طاعون در سلوکیه
- ۱۸۰ فتح ارمنستان توسط پسر بلاش چهارم، بلاش پنجم
- ۱۹۰ شورش خسروی دوم در ماد
- ۱۹۱ مرگ بلاش چهارم و تاجگذاری بلاش پنجم.[۳]

## سلطنت

### فتح میسان
بلاش چهارم پسر مهرداد پنجم بود که از سال ۱۲۹ تا ۱۴۰ با پادشاه اشکانی بلاش سوم (حک. ۱۱۰–۱۴۷) برای تاج و تخت مبارزه کرده بود. بلاش چهارم در سال ۱۴۷ کودتا کرد و جانشین بلاش سوم شد که این نشان دهنده استقرار شاخه جدیدی از سلسله اشکانیان بر تاج و تخت اشکانی بود. 

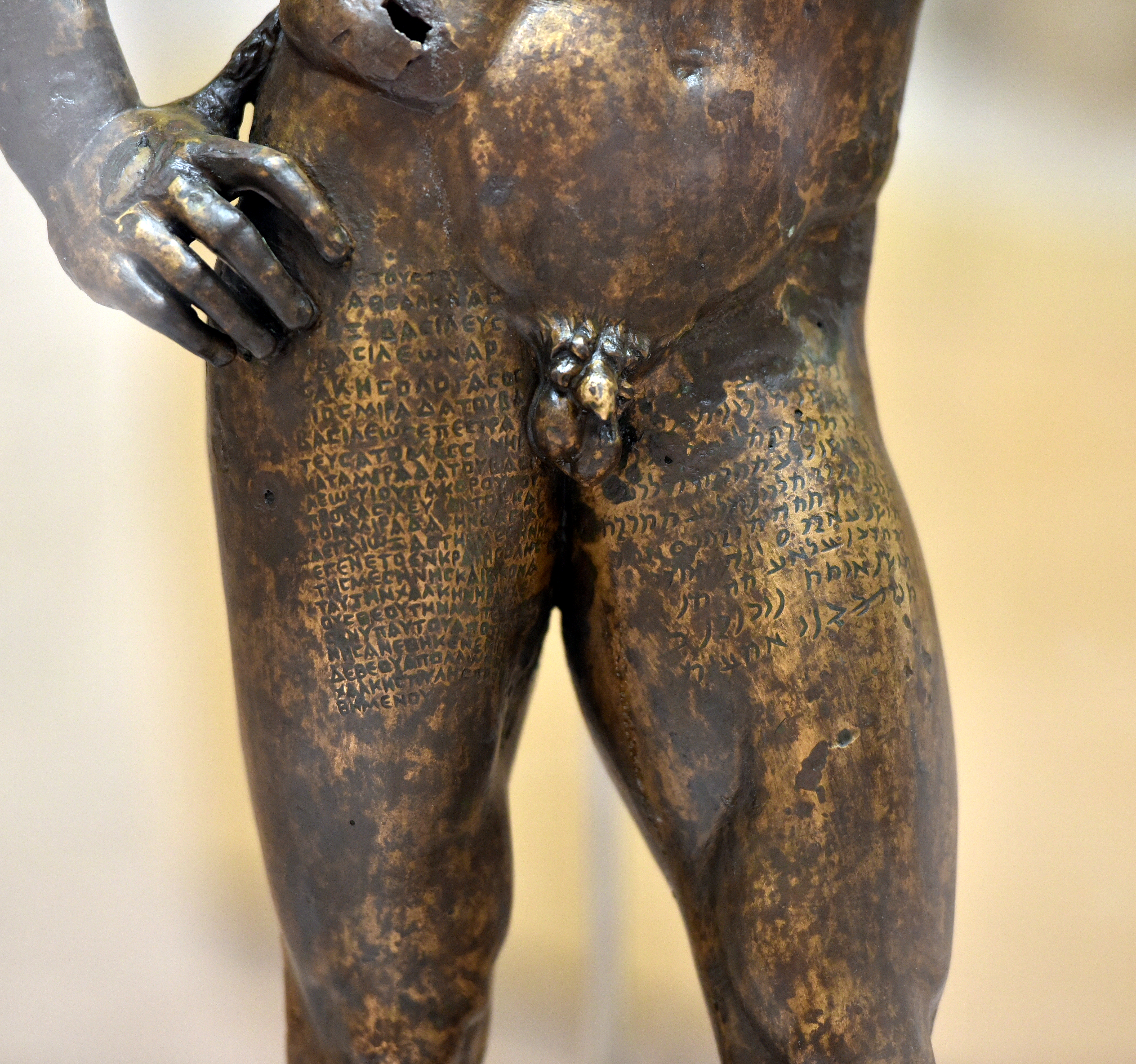
کتیبه هرکول میشان به دو زبان یونانی و پارتی

در سال ۱۵۰/۵۱، او بر فرمانروای اشکانی میسان، مهرداد، پیروز شد و اوراباز دوم را، که به احتمال زیاد یکی از خویشاوندان او بود، به عنوان پادشاه جدید میسان منصوب کرد. نیروهای بلاش چهارم مجسمه هرکول، خدای حامی خاندان سلطنتی میسان، را تصرف کردند و مجسمه را به معبد آپولون در سلوکیه بردند. در آنجا به عنوان نمایشی از پیروزی بلاش چهارم به نمایش گذاشته  کتیبه ای دو زبانه (یونانی و پارتی) بر روی مجسمه حک شده بود که فتح میسان توسط وولوگاس چهارم را بازگو می‌کند:

### جنگ با روم
هنگامی که مارکوس اورلیوس در سال ۱۶۱ امپراتور جدید روم شد، بلاش چهارم به‌طور غیرمنتظره ای علیه رومیان اعلام جنگ کرد. این تنها زمانی بود که در دوران جنگ‌های رومیان و اشکانیان، اشکانیان اعلام جنگ کردند.بلاش چهارم ابتدا به ارمنستان حمله کرد و پسر خود پاکور را جایگزین حاکم رومی آنجا، سوهه‌موس کرد.
در همان زمان، حمله غیرمنتظره اشکانیان به سوریه منجر به شکست سربازان رومی مقیم آنجا شد. رومیان در سال ۱۶۲ پیشنهاد صلح دادند، اما بلاش چهارم با قاطعیت آن را رد کرد. اگرچه جنگ‌های اشکانیان و رومیان در سال‌های ۱۶۱–۱۶۶ ابتدا برای اشکانیان به خوبی پیش می‌رفت، اما پس از آنکه رومی‌ها از شوک و شکست‌های اولیه بهبود یافتند، شروع به ضدحمله کردند و سوهه‌موس را در سال ۱۶۳ به تاج و تخت ارمنستان بازگرداندند. در همین زمان، اشکانیان ادسا را تصرف کردند و وائیل را به عنوان پادشاه دست نشانده منصوب کردند. مانو هشتم، پادشاه قانونی ادسا، نیز مجبور به فرار به امپراتوری روم شد.
نیروهای اشکانی در سال ۱۶۴ از سوریه بیرون رانده شدند، و همچنین دورا اروپوس را از دست دادند. این شکست باعث شد بسیاری از حاکمان دست نشانده اشکانی بلاش چهارم را رها کنند. رومیان در سال ۱۶۵ ادسا را محاصره کردند. در جریان محاصره، شهروندان شهر پادگان اشکانی را قتل‌عام کردند و دروازه‌های آن را به روی رومیان گشودند. رومیان وارد شهر شدند و مانو هشتم را به عنوان حاکم ادسا/اسروئن بازگرداندند. او همچنین لقب «دوست رومیان» را دریافت کرد.
پایتخت اشکانیان، سلوکیه و تیسفون، توسط سردار رومی اویدیوس کاسیوس در سال ۱۶۵ یا ۱۶۶ تسخیر شد. به احتمال زیاد در همان زمان، لژیون‌های رومی به ماد و آدیابن حمله کردند. با این حال، رومیان متحمل خسارات سنگینی از طاعونی که در سال ۱۶۶ از سلوکیه شیوع کرد، شدند و مجبور به عقب‌نشینی شدند. جنگ بلافاصله پس از آن به پایان رسید. اما بلاش چهارم طی عهدنامه صلح سال ۱۶۶ با رومیان، بیشتر شمال بین‌النهرین را به آنان واگذار کرد.

### اواخر سلطنت
منابع گزارشی از ناآرامی‌ها یا شورش‌های پس از شکست اشکانیان، که مورخ مدرن مایکل سامر از آن به عنوان «شکست نظامی فاجعه بار» یاد می‌کند، گزارش نمی‌دهد. این احتمالاً نشان می‌دهد که بلاش چهارم توانست ثبات سیاسی را حفظ کند. از دست دادن بخش اعظمی از سرزمین‌های شمالی بین‌النهرین به این معنی بود که شهر هتره اکنون به مرز جدید آنها در غرب تبدیل شده بود. شهر هتره توسط دست نشاندگان اشکانی که لقب ملک (حاکم) را داشتند اداره می‌شد. با این حال، به دلیل اهمیت استراتژیک بالاتری که اکنون هتره از آن برخوردار بود، بلاش چهارم عنوان خاندان حاکم هتره را به عنوان «پادشاه» ارتقا داد و همچنین به آنها اجازه برگزاری مراسم خاص و سوگندهای آیینی سنتی را داد. پس از مرگ سوهه‌موس در سال ۱۸۰، پسر بلاش چهارم، بلاش، موفق شد تاج و تخت ارمنستان را به دست آورد و به نام بلاش دوم (حک. ۱۸۰–۱۹۱) حکومت کند. 
پایان سلطنت بلاش چهارم با شورش خسروی دوم در سال ۱۹۰ دچار نابسامانی شد. خسرو سکه‌هایی از خود در ماد، اکباتان، ضرب کرد. با این حال، پسر بلاش چهارم، بلاش پنجم، جانشین او شد، و به نظر می‌رسد که به سرعت توانست خسروی دوم را سرنگون کند و به عنوان بلاش پنجم بر تخت 

## سکه‌شناسی

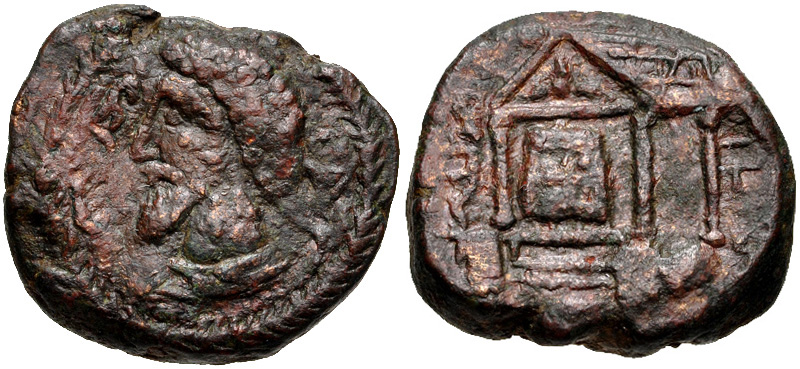
چهره بلاش چهارم بر روی سکه‌های وائیل، حاکم ادسا

بر روی تترادراخم‌های وی، بلاش چهارم با یک تاج گنبدی شکل با یک شاخ در پهلو به تصویر کشیده شده‌است. او همچنین یک فلپ گردن بسته‌است که هر دو گوشش را می‌پوشاند. بلاش چهارم در جلوی درهمهای خود، تاج بدون شاخ بر سر دارد. بلاش چهارم اولین پادشاه اشکانی بود که فقط با یک تاج بر روی سکه‌های خود ظاهر می‌شد. روی برخی از پشت سکه‌های برنزی بلاش چهارم، عقابی نقش بسته‌است که با خورنه، یعنی شکوه پادشاهی، مرتبط است. بر روی سکه‌های حاکم محلی ادسا/اسروئن وائیل، چهره بلاش چهارم منقوش است.
| بلاش چهارمشاهنشاهی اشکانی درگذشتهٔ: ۱۹۱ |                                  |                                                          |
| عنوان سلطنتی                           |                                  |                                                          |
| پیشین: بلاش سوم                        | شاهان و شاهنشاهان اشکانی ۱۴۷–۱۹۱ | پسین: خسرو دوم (اشکانی) (پادشاه رقیب) بلاش پنجم (جانشین) |